# 이승학 (1857년)
이승학(李承鶴, 1857년 ~ 1928년)은 조선 말기의 유학자, 을미사변 때의 의병장이다. 본관은 전주(全州)이며 자는 자화(子和)이고, 호는 청고(靑皋)이다. 전라남도 담양 창평 출신이다.

## 생애
이승학은 1857년(철종 8년) 진사 이최선(李最善)과 성주이씨(星州李氏)의 아들로 전라남도 담양군 창평면 창전리에서 태어났다. 할아버지는 이규형(李奎亨), 양녕대군(讓寧大君)의 후손이자 그의 서증손인 추성수 이서(李緖)의 후손이었다.
어려서 아버지의 스승이기도 한 노사 기정진을 찾아가 그의 문하에서 수학하였다. 이후 학문 연구와 교육에 힘썼다. 1889년(고종 26년) 궁궐로 나아가 상소를 올려 대책(對策)으로 이로운 일과 병폐가 되는 일에 관해 언급하였다. 1884년(고종 21년) 동학란(東學亂)이 일어났을 때는 동학 농민운동에 반대하다가 동학군이 그를 죽이려하자 가솔들을 데리고 피신해 있다가 되돌아오기도 했다.
1885년(고종 22년) 8월 을미사변으로 명성왕후가 시해되자 왜적 토벌을 기치로 거사, 격문을 전국에 보내어 의병을 일으키고, 진(陣)을 광주로 옮겨서 세를 불렸다. 이후 한성부로 진격하려 하였으나 왕명으로 회유하는 상소가 내려오자 그 뜻을 접고 고향으로 되돌아갔다. 아버지 이최선 등이 주장하던 이기설(理氣說)의 학문보다는 주로 학생들을 가르치고 실천을 중요시하는 위기지학(爲己之學)을 강조하였다.

## 저서
- 《청고집(靑皋集)》
- 《종사유록(宗事遺錄)》등

## 가족 관계
- 할아버지 : 이규형(李奎亨)
- 할머니 : 상산김씨(商山金氏)
  - 아버지 : 이최선
  - 어머니 : 성주 이씨, 이기대(李箕大)의 딸
  - 계모 : 평택 임씨(平澤林氏)
    - 손자 : 이혁, 전남대학교 교수, 전남대 문리과대학 초대 학장
      - 증손 : 이한기, 국무총리 서리와 감사원장

  - 이모 : 성주 이씨, 동복군수 서광언의 부인
    - 이종 사촌 : 서재필, 서재창

## 같이 보기
- 이최선
- 기정진
- 이용순
- 이한기
- 서재필
- 서재창
- 서광범
- 송진우
- 기삼연
- 김준연